# Orthogonius siamensis
Orthogonius siamensis – gatunek chrząszcza z rodziny biegaczowatych i podrodziny Orthogoniinae.

## Taksonomia
Gatunek ten opisali w 2006 roku Ming-yi Tian oraz Thierry Deuve.

## Opis
Języczek o dwu szczecinkach na wierzchołku. Palpiger z bez szczecinek u podstawy. Labrum proste na przedniej krawędzi. Parzyste  i nieparzyste międzyrzędy pokryw równej szerokości, gładkie. Bródka naga. Blaszka wierzchołkowa aedeagusa tęga, o długości widocznie mniejszej niż dwukrotność szerokości. Środkowy płatek aedeagusa zwężony na wierzchołku w widoku grzbietowym, krótszy niż u Orthogonius pachlatkoi i nie falowany.

## Występowanie
Gatunek ten jest endemitem Tajlandii.